# Rio Paranaíta
Rio Paranaíta är ett vattendrag i Brasilien.   Det ligger i delstaten Mato Grosso, i den centrala delen av landet, 1 200 km nordväst om huvudstaden Brasília.
Omgivningen kring Rio Paranaíta är huvudsakligen savann. Området är nästan obefolkat, med mindre än två invånare per kvadratkilometer.